# نهر فياغدون
فياغدون ((بالروسية: Фиагдон)‏, (بالأوسيتية: Фыййагдон)‏, Fyjjagdon) هو نهر يقع في أوسيتيا الشمالية-ألانيا (روسيا) غربي فلاديقوقاز. يتدفق النهر شمالاً بين نهري آردون ونهر غيزيلدون ويلتقي بنهر آردون قبل أن يلتقي هذا الأخير بنهر تيريك. يبلغ طول نهر فياغدون حوالي 74 كم. ومن أكبر القرى التي تقع على هذا النهر فيرخني فياغدون وزواريكاو.